# Windowlicker
Windowlicker – utwór i singel Richarda D. Jamesa, wydany pod pseudonimem artystycznym Aphex Twin przez wytwórnię Warp Records. Za oprawę graficzną singla odpowiadał Chris Cunningham i The Designers Republic. Utwór doszedł do 16. miejsca na UK Singles Chart.
W języku angielskim tytuł utworu jest pejoratywnym określeniem osoby upośledzonej umysłowo. Jest też dosłownym tłumaczeniem francuskiego „faire du lèche-vitrine”, oznaczającym dokonywanie transakcji przez okno.

## Utwory

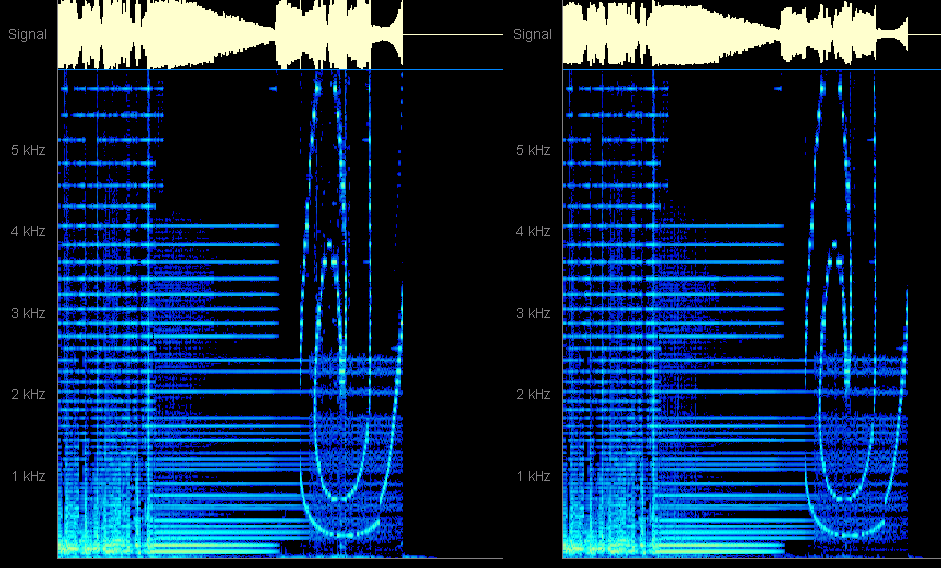
Spektrogram ostatnich sekund utworu „Windowlicker”

Na singlu znalazły się trzy utwory utrzymane w odmiennych stylistykach. Tytułowy utwór zawiera komputerowo przetworzone wokale Jamesa, breakbeatowe efekty typu „snare rush”, sample perkusji i zmiksowane ścieżki chórku, sprawiający początkowo nietypowe, łagodne jak na Aphex Twin wrażenie; koniec utworu zawiera jednak skrajnie przesterowane basowe dźwięki. "Windowlicker" zawiera też sample wypowiedzi ówczesnej partnerki Jamesa, mówiącej po francusku J'aime faire des croquettes au chien. Utwór, zwłaszcza w kontekście teledysku, odbierany był jako parodia przepełnionej seksualnymi aluzjami muzyki hip-hop i dance. Niezwykły dźwięk w zakończeniu utworu okazał się mieć widmo w kształcie spirali na spektrogramie.
Drugi utwór zwykle określany jest jako „Formula” (na singlu opisany jest skomplikowanym matematycznym wzorem). Trzeci utwór zatytułowany jest „Nannou”.

## Teledysk
Aktorzy:
- Aphex Twin jako on sam
- Marcus Morris i Gary Cruz jako Homies
- Marcy Turner i Chiquita Martin jako Hoochies

Utwór „Windowlicker” promowany był przez dziesięciominutowy teledysk autorstwa Chrisa Cunninghama. Film był odebrany jako parodia seksistowskich teledysków wykonawców hip-hopowych. W teledysku którego akcja dzieje się w Los Angeles, dwóch obscenicznie wyrażających się młodych mężczyzn w maździe MX-5, Latynos i Afroamerykanin, bezskutecznie usiłuje poderwać dwie Afroamerykanki. Nagle ich zaparkowany samochód spycha z miejsca postoju kuriozalnie długa (38 okien, łącznie z oknem kierowcy) limuzyna. W tym momencie teledysku rozpoczyna się właściwy utwór Aphex Twin. Z limuzyny wysiada groteskowo uśmiechnięty Richard D. James, który demonstruje surrealistycznie wielką sprawność fizyczną wykonując rodzaj pokazu tanecznego z użyciem rekwizytu – parasolki z logiem. W towarzystwie kobiet (których twarze ulegają zniekształceniu, tak że przypominają twarz Jamesa) odjeżdża limuzyną.
W niespełna czterominutowym początkowym segmencie teledysku pada 127 przekleństw, w tym 44 razy użyte jest słowo „fuck”. Teledysk zdobył nagrodę za najlepszy teledysk na German Dance Music Awards, najlepszy alternatywny teledysk na Music Week CAD Awards i dwie nagrody za reżyserię i montaż teledysku na D&AD Awards. Był nominowany do BRIT Awards w 2000 roku, MTV Europe Music Awards w roku 1999, Ericcson Muzik Awards i NME Premier Awards. Większość stacji muzycznych prezentowała teledysk począwszy od 4. minuty.

## Wydania
Ukazały się dwie wersje CD singla z alternatywnymi okładkami, wersja winylowa i VHS.

### CD1 i winyl 12′′
WAP105CD/WAP105
1. „Windowlicker” – 6:07
2. „ΔMi−1 = −αΣn=1NDi[n][Σj∈C[i]Fji[n − 1] + Fexti[n−1]]” – 5:47
  - Zwykle cytowany jako „Equation”, „Complex Mathematical Equation”, „[Formula]” albo „[Symbol]”
3. „Nannou” – 4:13

### CD2
WAP105CDR
1. „Windowlicker (Original Demo)” — 2:39

+ teledysk

### Wersja japońska
WPCR-10328
1. „Windowlicker” — 6:04
2. „ΔMi−1 = −αΣn=1NDi[n][Σj∈C[i]Fji[n − 1] + Fexti[n−1]]” — 6:13
3. „Nannou” — 4:22
4. „Windowlicker (Demo Version)” — 1:57
5. „Windowlicker (End-roll Version)” — 1:07

### Windowlicker (promo)
WAP105CDR
1. „Windowlicker (Radio Edit)” — 5:15

### Windowlicker (CD Maxi)
Sire Records Company 35007-2
1. „Windowlicker” — 6:07
2. „ΔMi−1 = −αΣn=1NDi[n][Σj∈C[i]Fji[n − 1] + Fexti[n−1]]” — 5:47
3. „Nannou” — 4:13

+ kalendarz
| Wydawnictwo                  | Rok  | Utwór                      | Wytwórnia #Numer katalogowy              |
| ---------------------------- | ---- | -------------------------- | ---------------------------------------- |
| City Clubbing                | 2006 | „Windowlicker”             | Wagram Electronica #3119392              |
| Fabriclive.24                | 2005 | „Windowlicker”             | Fabric#42                                |
| I Love Techno: The Classics  | 2006 | „Windowlicker”             | 541 Belgium #650145                      |
| Miss Kittin Live at Sonar    | 2006 | „Windowlicker”             | EMI #3467742, #46774                     |
| Nova Classics, Vol. 6        | 2006 | „Windowlicker”             | Nova #0682                               |
| Aphex Twin 26 Mixes for Cash | 2003 | „Windowlicker [Acid Edit]” | Warp #102                                |
| Sunset Ibiza                 | 2001 | „Windowlicker”             | Universal International #556669          |
| Chicane Visions of Ibiza     | 2001 | „Windowlicker”             | Beechwood #33201, #1, #7001              |
| Grandma's Boy O.S.T.         | 2006 | „Windowlicker”             | DASLabel/Epic/Sony Music Sountrax #76878 |